# Sheila Sherwood
Sheila Sherwood (Sheila Hilary Sherwood, geb. Parkin; * 22. Oktober 1945 in Sheffield) ist eine ehemalige britische Weitspringerin.
Bei den Olympischen Spielen 1964 in Tokio kam sie auf den 13. Platz. 1966 gewann sie, für England startend, Silber bei den British Empire and Commonwealth Games in Kingston und wurde Siebte bei den Europameisterschaften in Budapest, 1967 siegte sie bei der Universiade.
Im Jahr darauf heiratete sie den Hürdenläufer John Sherwood. Bei den Olympischen Spielen 1968 in Mexiko-Stadt errang sie mit 6,68 m die Silbermedaille hinter der Rumänin Viorica Viscopoleanu, die mit 6,82 m einen Weltrekord aufstellte, und vor Tatjana Talyschewa aus der Sowjetunion (6,66 m).
Einer Goldmedaille bei den British Commonwealth Games 1970 in Edinburgh mit ihrer persönlichen Bestweite von 6,73 m folgte ein vierter Platz bei den Europameisterschaften 1971 in Helsinki, ein neunter Platz bei den Olympischen Spielen 1972 in München und ein siebter Platz bei den British Commonwealth Games 1974 in Christchurch.
Dreimal wurde sie englische Meisterin in der Halle (1962, 1963, 1965) und viermal im Freien (1968, 1969, 1971, 1972).